# Mike Rotunda
Lawrence Michael Rotunda (St. Petersburg, 30 marzo 1958) è un ex wrestler statunitense, meglio conosciuto col nome di Irwin R. Schyster o I.R.S., con cui è diventato famoso nella World Wrestling Federation.

## Carriera
Mike Rotunda iniziò ad allenarsi nel 1981 con suo fratello (nella storyline) Barry Windham.

### World Wrestling Federation (1984–1986)
Rotunda e Windham firmarono un contratto con la World Wrestling Federation nel 1984 sotto il nome di "U.S. Express". I due vinsero i WWF Tag Team Championship due volte. Vinsero prima contro Dick Murdoch e Adrian Adonis e poi li conquistarono la seconda volta battendo The Iron Sheik e Nikolai Volkoff. Persero nuovamente le cinture contro Brutus Beefcake e Greg Valentine. Nel 1985 Windham lasciò la federazione e Rotunda continuò la carriera da singolo per circa un anno prima di essere licenziato.

### American Wrestling Association (1986)
La U.S. Express si riunì in AWA vincendo il 20 aprile 1986 contro i Fabulous Ones. Il team non durò molto: infatti Windham se ne andò dopo poco e Rotunda rimase ma non ottenne buoni risultati.

### National Wrestling Alliance (1987–1991)
Rotunda vinse l'NWA Florida Heavyweight Championship nel marzo 1987. Successivamente quell'anno, Rotunda passò alla Jim Crockett Promotions, dove lottò da face nel mid-carding prima di ridiventare "cattivo" unendosi al Varsity Club di Kevin Sullivan, un gruppo di wrestler che credeva solo nel wrestling studentesco. Ebbe un feud con un membro della stable, Rick Steiner.
Rotunda, successivamente, vinse l'NWA World Television Championship contro Nikita Koloff nel gennaio 1988. Iniziò un feud con Jimmy Garvin perché Sullivan voleva in moglie la fidanzata di Garvin, Precious (kayfabe). Steiner lasciò il gruppo e lottò per l'NWA Television Championship proprio contro Rotunda ma non riuscì a vincere. Rotunda perse successivamente il titolo contro Sting.
"Dr. Death" Steve Williams e Dan Spivey si unirono ai Varsity Club alla fine del 1988 e Rotunda e Williams vinsero gli NWA World Tag Team Championship contro i Road Warriors. Nel match, l'arbitro Theodore Long turnò heel e aiutò Rotunda e Williams a vincere i titoli contando uno schienamento non valido.
Nel maggio 1989, Williams e Rotunda furono privati dei loro titoli poiché Rotunda lasciò la NWA. Ritornò nel 1990 come face, usando la gimmick di "Captain" Mike Rotunda. Poco dopo ridivenne "cattivo", cambiò nome in "Michael Wallstreet" e fondò la fazione York Foundation con Alexandra York. La partnership con la York fu di breve durata poiché Rotunda annunciò che sarebbe passato alla World Wrestling Federation nel 1991.

## Ritorno in WWF (1991–1995)

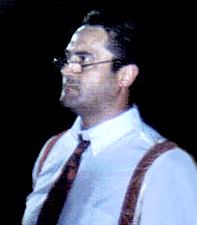
Irwin R. Schyster nel 1994

In WWF, Rotunda prese il nome di Irwin R. Schyster (I.R.S., l'ufficio delle tasse statunitense) ed ebbe un grande successo interpretando la gimmick di un antipatico esattore del fisco. Partecipò al torneo King of the Ring 1991 ove il vincitore poteva avere l'opportunità di un match per il titolo intercontinentale, allora detenuto da Mr. Perfect. Schyster arrivò in finale dopo aver battuto Berzerker per count-out, poi Jim Duggan e Jerry Sags per schienamento. Venne sconfitto da Bret Hart che a Summerslam 1991 diventò campione intercontinentale. Rotunda partecipò anch'egli all'evento battendo nel penultimo match Greg The Hammer Valentine. Ebbe poi una faida più consistente con Big Boss Man. Entrambi interferivano tra di loro in match dove erano impegnati con altri avversari, per poi collidere in un match a squadre alle Survivor Series dove Schyster era affiancato dai pachidermici Natural Disasters (Earthquake e Typhoon), mentre il poliziotto della WWF aveva come alleati i campioni di coppia, Legion of Doom(Hawk ed Animal). I.R.S. riuscì ad eliminare Bossman con l'ausilio della sua ventiquattrore, e in seguito, per puro errore Typhoon. Earthquake abbandonò per solidarietà nei confronti del suo compagno di coppia lasciando Schyster completamente in pasto ai Legion Of Doom. Sentendosi in completa minoranza senza alcuna possibilità di vittoria, Schyster tentò la via della fuga ma Big Boss Man lo obbligò a rientrare per proseguire il match, venendo sconfitto. Alla Royal Rumble venne eliminato da Rowdy Roddy Piper. Formò poi un tag team con Milion Dollar Man Ted DiBiase, con manager Jimmy Hart.

### Money Inc.
Conquistarono per i WWF Tag Team Championship dai Legion Of Doom. Hawk era squalificato da tempo per essere trovato positivo ad un controllo antidoping e la federazione obbligò lui ed Animal a cedere le cinture. La vittoria dei titoli non piacque ai Natural Disasters, altro tag team al saldo di Jimmy Hart, così come i Nasty Boys. Secondo la storyline, Hart avrebbe venduto l'opportunità di Earthquake e Typhoon di un match per le cinture di coppia ai suoi nuovi clienti, senza che questi sapessero nulla. I Natural Disasters non accettarono tale scelta e lasciarono il loro manager sfidando i Money Inc, per i titoli, diventando così dei face. L'incontro si tenne a Wrestlemania VIII dove Schyster e Dibiase riuscirono a conservare i loro titoli, ma solo dandosi alla fuga. I.R.S. venne trascinato via da Ted Dibiase evitando così che venisse tramortito dalla mossa finale di Earthquake, la vertical splash. I Natural Disasters chiesero ed ottennero una rivincita, riuscendo a diventare campioni. I Money Inc. tentarono nuovamente, senza successo, la via della fuga, poi un errore di Schyster costò match e cinture dopo che Rotunda colpì involontariamente Ted Dibiase con la sua ventiquattrore. Nel frattempo rientrano i Legion Of Doom dalla squalifica antidoping e i Money Inc. li affrontarono nel rematch di Summerslam, perdendo l'incontro. Proseguì poi la faida con i Natural Disasters dove riuscirono a riprendersi le cinture con l'aiuto degli Headshrinkers. Diventati nuovamente campioni di coppia, Schyster e Dibiase si ritrovano subito contro i Nasty Boys, adirati poiché Jimmy Hart aveva garantito loro una falsa promessa per un match titolato. Knobs e Sags mostrarono il loro malcontento prima che il match tra Money Inc. e Natural Disasters iniziasse, che dopo, quando Dibiase ed I.R.S. riconquistarono i titoli. Alle Survivor Series i campini di coppia affrontarono insieme ai Beverly Brothers i due tag team un tempo appartenuti a Jimmy Hart, ossia Nasty Boys e Natural Disasters. Schyster eliminò Typhoon ma fu schienato da Jerry Sags mentre era preso dai festeggiamenti per aver trionfato sul precedente avversario. Riuscirono tuttavia a mantenere le cinture nello scontro diretto contro i Nasty Boys, vincendo in maniera scorretta. Giorni dopo Money Inc. lasciano il loro manager, reo di reintegrare nella sua scuderia Brutus The Barber Beefcake. DiBiase mostra il suo disappunto e sfida quest'ultimo in un match singolo dove I.R.S., in collaborazione con il suo compagno di coppia, frantuma il setto nasale di Beefcake con una ventiquattrore. Jimmy Hart non gradisce tale brutalità e molla i suoi clienti, diventando un manager face e assoldando tra le sue file Hulk Hogan. La resa dei conti tra Money Inc. e Hulk Hogan-Beefcake avvenne a WrestleMania IX dove i campioni di coppia trionfarono per squalifica degli avversari. Mantennero le cinture prima di perderle, per poi riconquistarle e perderle nuovamente contro gli Steiner Brothers. nel giro di tre settimane. Inanellarono poi una faida con Razor Ramon, che da tempo era succube di presa in giro dal tag team per aver perso contro un esordiente, 1-2-3 Kid. Dibiase perse sia contro quest'ultimo che contro Razor a Summerslam, per poi lasciare la federazione, decretando in tal modo la fine dei Money Inc.

### Ritorno da lottatore singolo e Milion Dollar Corporation
Dopo lo scioglimento, Rotunda ritornò alla carriera da singolo, battendo a Summerslam 1-2-3 Kid. Poi continuò personalmente la faida con Razor Ramon che nel frattempo era diventato pure campione intercontinentale. Lo affrontò per la prima volta in un match a squadre dove Schyster era capitano guidando Diesel, Adam Bomb e Rick Martel. Razor aveva con sé Randy Savage, Marty Jannetty e 1-2-3 Kid. Schyster riuscì a schienare Savage ma venne eliminato dal campione intercontinentale. Durante la faida I.R.S. riuscì a rubare, durante uno spettacolo televisivo, le catene d'oro di Razor, con la complicità di Shawn Michaels. Grazie a quest'ultimo era pure riuscito a battere Razor conquistando il titolo intercontinentale, ma un secondo arbitro fece ripartire il match consentendo a The Bad Guy di schienare I.R.S. e mantenere la cintura con tanto di recupero delle sue catene d'oro. Un altro scontro lo ha poi con Tatanka, che batte in un ten tag team match dove Schyster era affiancato ancora da Rick Martel, poi Jeff Jarrett e gli Headshrinkers. L'agente delle tasse schienò 1-2-3 Kid (gli altri lottatori, oltre Tatanka erano Sparky Plugg e Smoking Gunns) via roll-up consentendo la vittoria alla sua squadra. Quest'incontro si sarebbe dovuto tenere inizialmente a Wrestlemania X, ma a causa del match troppo prolungato tra Razor Ramon e Shawn Michaels per il titolo intercontinentale, questo fu rimandato in un normale house-show televisivo. A King of the Ring batte Scott Steiner alla sua ultima presenza in WWF, poi Mabel ai quarti di finale, ma soccombe nuovamente a Razor Ramon, nella semifinale del torneo. Torna così a lavorare con Ted Dibiase, stavolta come cliente della stable da lui fondata, The Milion Dollar Corporation. Era stato programmato dalla federazione di farlo tornare in coppia con Barry Windham in un tag team denominato New Money Inc. ma l'infortunio al ginocchio di quest'ultimo mentre militava ancora in WCW fece saltare tutto. Windham venne sostituito così da  Bam Bam Bigelow. Shyster avrebbe dovuto vincere con lui a Summerslam, i titoli di coppia detenuti in quel momento dagli Headshrinkers, ma McMahon cambiò idea all'ultimo istante, facendoli conquistare la sera prima dell'evento all'accoppiata Diesel-Shawn Michaels. L'incontro con i samoani si tenne ugualmente, battendoli soltanto per squalifica. Alle Survivor Series interferisce nel match tra Undertaker e Yokozuna cercando di indebolire il becchino via sleeper hold e favorire la vittoria del samoano. Gli ruba poi l'urna delle ceneri per danneggiarlo ancor di più, in vista di un match con il deadman alla Royal Rumble, ma viene sconfitto, pur riuscendo a detenerla e impedire ad Undertaker di riprendersela. Perso l'incontro con quest' ultimo, I.R.S. compare sporadicamente negli spettacoli televisivi dove perde incontri con Shawn Michaels e Bam Bam Bigelow divenuti intanto dei face, con quest'ultimo licenziato dalla Milion Dollar Corporation e in faida contro di essa. Lascia la federazione dopo aver perso l'ultimo incontro con Savio Vega per la qualificazione ai quarti di finale di King of the Ring.

## World Championship Wrestling (1995–2000)
Quando ritornò in WCW, reincontrò il suo vecchio compagno Wallstreet. Rotunda non ce la fece a riconquistre il successo precedente. Cambiò nome in W.K. Wallstreet. Si unì all'nWo sconfiggendo Mike Enos il 9 dicembre 1996 ma venne cacciato dal gruppo da J.J. Dillion il 21 aprile 1997. Riformò brevemente i Varsity Club con Kevin Sullivan nel 1999, ma il gruppo non godette del precedente successo. Rotunda fu licenziato nel 2000 dalla WCW e si ritirò dal mondo del wrestling lottato nel 2004.

### Apparizioni sporadiche (2006–presente)
Tuttavia, Rotunda venne riassunto come road agent della WWE nel 2006. Apparì nell'episodio di Raw del 6 agosto 2007, insieme a Vince McMahon e Jonathan Coachman. Il 10 dicembre 2007 apparve nella Legends Battle Royal a 15 uomini, vincendola. Tuttavia, Ted DiBiase gli aveva promesso dei soldi se si fosse autoeliminato, e Rotunda accettò.
Il 10 marzo 2008, avvenne il rematch fra gli U.S. Express e The Iron Sheik e Nikolai Volkoff (rematch di Wrestlemania I). Il match fu interrotto da Jillian Hall che si offrì di cantare, ma fu attaccata da Rotunda.
Il 7 giugno 2010 apparve nuovamente a Raw ma venne attaccato dai membri del Nexus.

## Vita privata
Rotunda è sposato con Stephanie Windham, sorella del suo ex compagno di tag team Barry Windham. I due hanno avuto due figli che hanno entrambi intrapreso la carriera da wrestlers: Windham Rotunda, meglio noto come Bray Wyatt (morto il 24 agosto 2023) e Taylor Rotunda, meglio noto come Bo Dallas.

## Personaggio

### Mosse finali
- The Penalty (STF)
- Stock Market Crash (Standing Samoan drop)
- The Write-Off (Flying clothesline)[2]

### Manager
- "Captain" Lou Albano
- Ted DiBiase
- Jimmy Hart
- Leia Meow
- Kevin Sullivan
- Miss Alexandra York

## Titoli e riconoscimenti
- All Japan Pro Wrestling

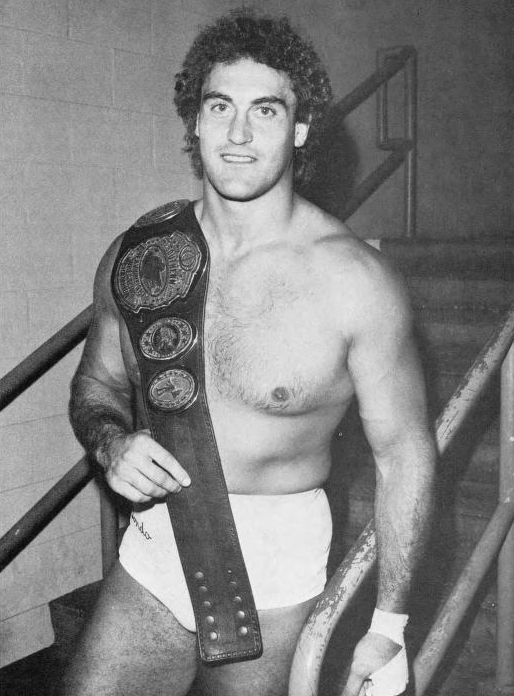
Rotunda nel 1983

  - World's Strongest Tag Team League (2000) - con Steve Williams

- National Wrestling Alliance
  - NWA World Television Championship (2)
  - NWA World Tag Team Championship (1) – con Steve Williams
  - NWA Television Championship (1)

- Pro Wrestling Illustrated
  - 39º tra i 500 migliori wrestler singoli nella PWI 500 (1991)
  - 164º tra i 500 migliori wrestler singoli nella "PWI Years" (2003)

- World Wrestling Federation/Entertainment
  - WWF Tag Team Championship (5)[2] – con Ted DiBiase (3) e Barry Windham (2)
  - WWE Hall of Fame (classe del 2024) – con Barry Windham negli U.S. Express[3]